# Fritz Klatt
Fritz Klatt (* 22. Mai 1888 in Berlin als Friedrich Albert Klatt; † 26. Juli 1945 in Wien) war ein deutscher Reformpädagoge, Schriftsteller und Zeichner.

## Leben
Im Berliner Westend im bürgerlichen Milieu aufgewachsen, studierte er nach dem Abitur ab 1908 in Genf und Berlin Geschichte, Philosophie, Kunst und Literatur, unter anderem bei Heinrich Wölfflin, Alois Riehl, Gustav von Schmoller, Ulrich von Wilamowitz-Moellendorff und Kurt Breysig.
Klatt zählt zu den sogenannten verlorenen Söhnen des Bürgertums, die sich im Zuge ihres Engagements in der freideutschen Jugendbewegung sozialistisch orientierten. Nach dem frühen Tod seines Vaters und einer schweren Kriegsverletzung als Kriegsfreiwilliger im Ersten Weltkrieg lebte er wieder in der elterlichen Villa in Berlin, wo er zusammen mit weiteren Mitgliedern des sogenannten Westender Kreises (u. a. Hans Koch-Dieffenbach, Alfred Kurella) den Sommer über in einer Wohnkommune lebte, während die Mutter auf dem Lande weilte. Um 1914 gehörten zu diesem Kreis, der den linken Flügel der bürgerlichen Jugendbewegung zusammenführte, auch Walter Benjamin, Ernst Joëll, die Brüder Hans und Walter Koch, Hans Kollwitz, Erich Krems und Alexander Rüstow, im Februar 1917 auch Hans Blüher, Kurt Hiller, Karl Jerosch, Jaap Kool sowie Friedrich Bauermeister. Klatt war wahrscheinlich der geistige und publizistische Motor dieses Bundes.
Angesichts ihrer politischen Gefährdung und der allgemeinen Ernährungslage beteiligte sich Klatt 1918/19 am Aufbau der Siedlung Blankenburg (heute Nordendorf) in der Nähe von Augsburg. Aufgrund einer Denunziation, es handele sich bei den Siedlern um Kommunisten, verbrachte auch er einige Tage im Gefängnis.
Klatt schloss das Zeichenlehrerexamen ab, heiratete die spätere Kinderbuchautorin Edith Klatt, geb. Mischke und übernahm 1919 für kurze Zeit die Schriftleitung der von Knud Ahlborn herausgegebenen Zeitschrift Junge Menschen. Bis 1921 arbeitete er mit Unterbrechungen an der Folkwang-Schule in Hagen und promovierte gleichzeitig an der Berliner Universität mit seinen kunsthistorischen Beiträgen zur Geschichte und Darstellung des Gebirges in der schweizerischen Malerei.
Er gründete von 1921 an in mehreren Schritten das Volksschulheim Prerow. Dort rief er zum Jahreswechsel 1924/25 seinen Kreis zusammen, um eine Denkschrift zur Lehrerbildung zu erarbeiten. Er gehörte zum Beraterkreis des Kultusministers Carl Heinrich Becker. Ab 1925 gehörte er zum Hohenrodter Bund. Klatt blieb während dieser pädagogischen Arbeit der Jugendbewegung immer verbunden. 1930 wurde er Professor für Pädagogik an der Pädagogischen Akademie zu Hamburg und gab von 1930 bis 1933 gemeinsam mit Paul Tillich und Eduard Heimann die Neuen Blätter für den Sozialismus heraus. 1931 wurde schließlich die sogenannte Prerower Formel zur freien Erwachsenenbildung verabschiedet.
Nach der „Machtergreifung“ geriet Klatt erneut durch eine Denunziation in Schwierigkeiten und musste das Volksschulheim 1934 in „Freizeit- und Erholungsheim“ umbenennen. Als solches blieb es unter Verzicht auf politische Themen bis 1939 bestehen. Er gehörte zum Kreis um Anna von Gierke. 1941/1942 siedelte Klatt dann nach Wien über, wo er von seinen Vorträgen, dem Verkauf von Gemälden und der Unterstützung von Freunden mehr schlecht als recht leben konnte.

## Wirkung
Er gilt als Initiator der berufspolitischen Diskussion und, nachdem er in den 1920er Jahren den Begriff Freizeitpädagogik eingeführt hatte, der modernen Freizeitpädagogik.

## Werke
- Jean Paul als Verkünder von Frieden und Freiheit, 1919; 1947
- Die schöpferische Pause, Eugen Diederichs Verlag, 1917, Jena 1921, 3. – 5. Tsd. 1922[7]
- Ja, nein und trotzdem. Gesammelte Aufsätze, Eugen Diederichs Verlag, Jena, 1924
- Beruf und Bildung, 1929
- Freizeitgestaltung, 1929
- Die geistige Wendung des Maschinenzeitalters, 1930
- Rainer Maria Rilke. Sein Auftrag in heutiger Zeit, 1936
- Hans Carossa – Seine geistige Haltung und sein Glaubensgut ; Bartholdi'sche Buchhandlung, Hermann Rhein, Wismar 1937
- Sieg über die Angst : die Weltangst des modernen Menschen und ihre Überwindung durch Rainer Maria Rilke. Berlin: Lambert Schneider, 1940
- Lebensmächte. Gesetze der geistigen Entwicklung, 1941
- Griechisches Erbe, 1943
- Rainer Maria Rilke. Band 1 der Gesamtausgabe der Werke von Fritz Klatt, Amandus-Edition, Wien 1948
- Sprache und Verantwortung, 1960
- Biographische Aufzeichnungen, 1965